# San Giorgio Lucano
San Giorgio Lucano är en ort och kommun i provinsen Matera i regionen Basilicata i Italien. Kommunen hade 1 157 invånare (2017).